# St. Andreas (Tettenborn)

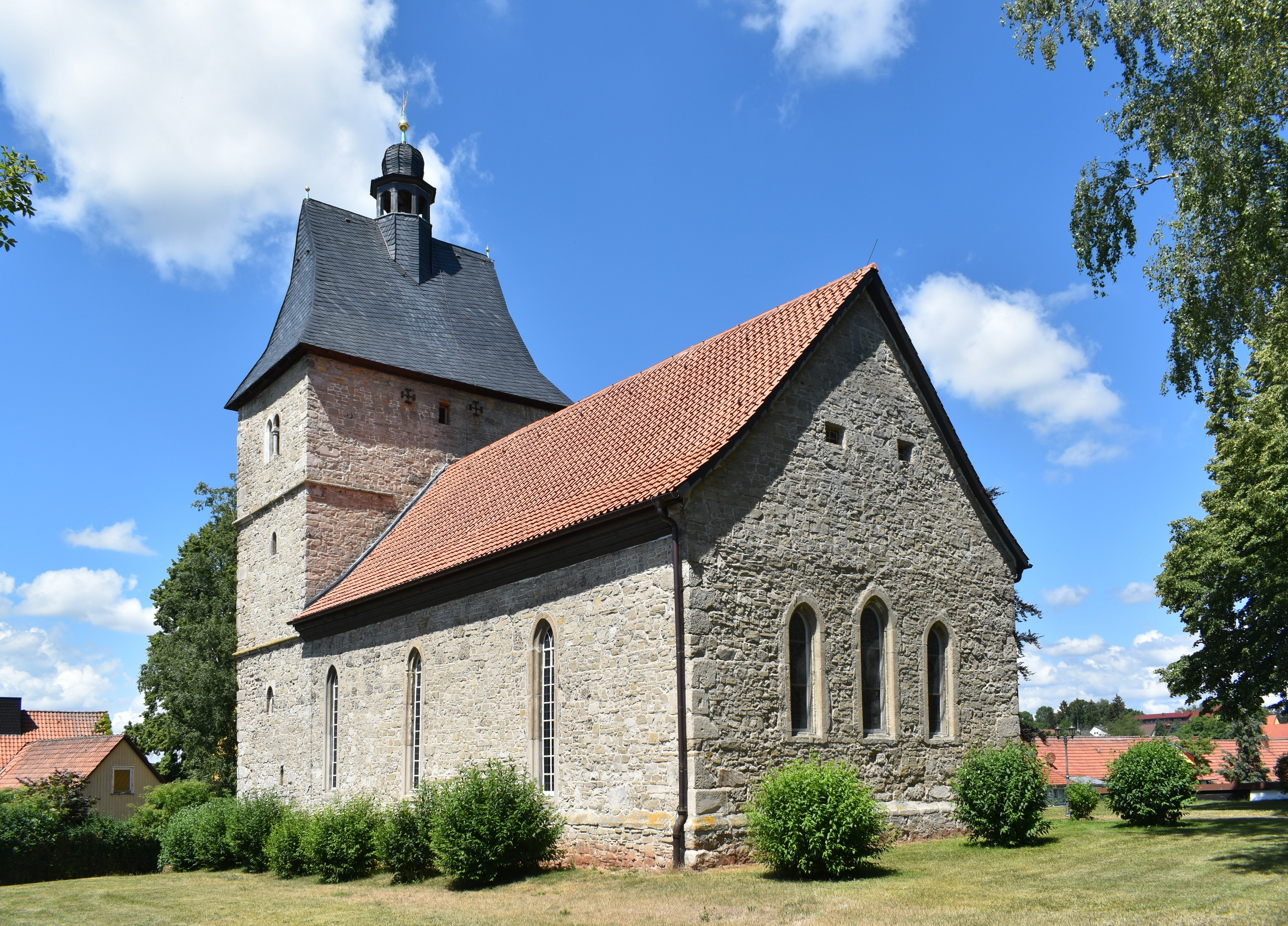
St. Andreas

Die evangelisch-lutherische denkmalgeschützte Kirche St. Andreas steht in Tettenborn, einem Ortsteil der Stadt Bad Sachsa im Landkreis Göttingen in Niedersachsen. Die Kirchengemeinde gehört zur Evangelisch-lutherischen Landeskirche in Braunschweig.

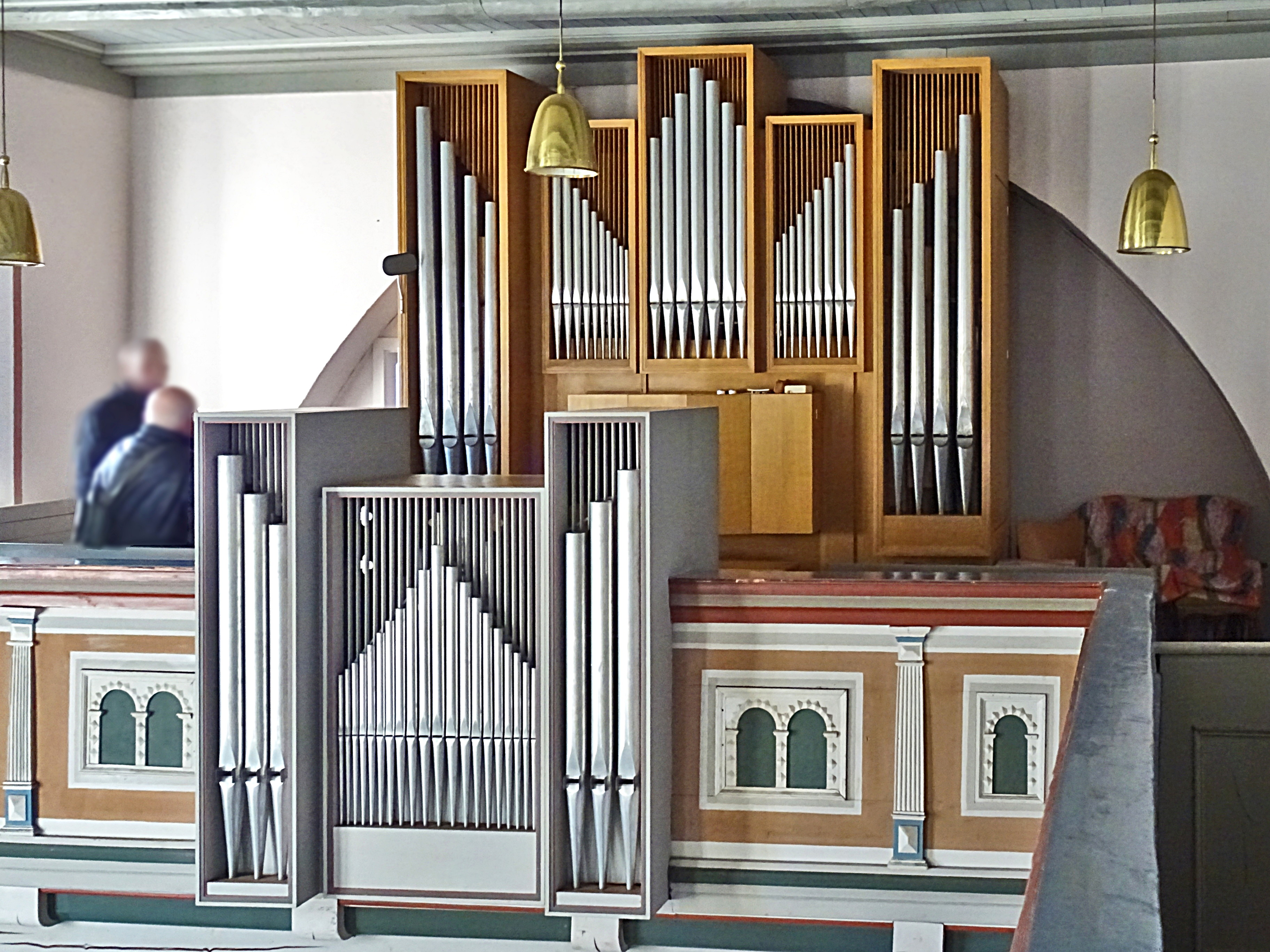
Orgel von Paul Ott

## Beschreibung
Die genaue Zeit der Erbauung ist unbekannt, sie ist im Kern romanisch. Am Ende des 13. Jahrhunderts wurde die Saalkirche aus verputzten Bruchsteinen gebaut und 1604–08 erneuert. Sie besteht aus einem querrechteckigen, mit dem Langhaus fluchtenden Kirchturm im Westen über einem gemeinsamen Sockel. Aus dem hohen, leicht geschweiften Walmdach des Turms erhebt sich ein offener Dachreiter. Im Glockenstuhl des Turms, hängen vier Kirchenglocken, die 1606 gegossen wurden. Am 10. März 1607 wurde die Kirche eingeweiht. Die Bogenfenster der Südseite stammen von 1608, die Fenster der Nordseite wurden nach dem Vorbild der südlichen Fenster 1854 eingebaut. Der Turm ist mit einem großen Rundbogen gegen das Langhaus geöffnet.

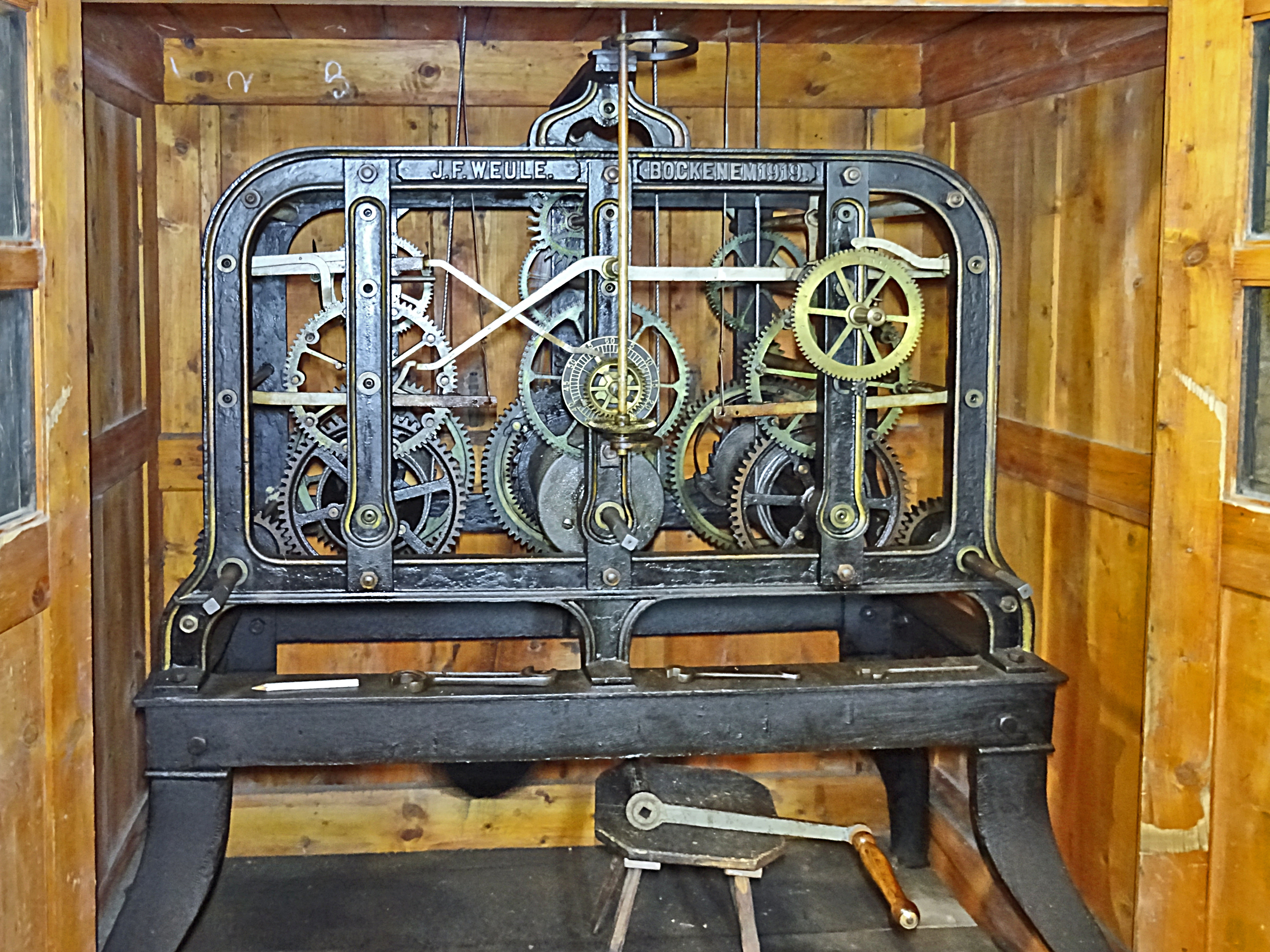
Weule-Turmuhr

1748 wurde eine Empore gebaut, um eine Orgel aufzustellen. Die Patronatsloge für die von Tettenborn mit drei großen Fenstern wurde 1771 am Ende der Südempore eingebaut. Eine Gruft an der Ostseite der Kirche wurde 1790 errichtet. Eine südliche Empore von der Orgel bis zum Beichtstuhl wurde 1804 gebaut. Auf der Predella des Kanzelaltars von 1630 ist das Abendmahl dargestellt. 1875 wird ein Schalldeckel über der Kanzel angebracht. Das Taufbecken wurde 1872 von der Tür an die Nordseite umgesetzt. Die alte Orgel wurde 1877 abgebrochen, da sie unbrauchbar war. Eine neue von Louis Krell mit 12 Registern, verteilt auf 2 Manuale und Pedal, wurde am 5. August eingeweiht. Die heutige Orgel wurde 1970 von Paul Ott erschaffen.
Im Turm wurde 1919 eine neue Turmuhr von J. F. Weule (Bockenem) eingebaut und zeigt seit über hundert Jahren zuverlässig die Zeit an.